# Oxyura jamaicensis
Il gobbo della Giamaica (Oxyura jamaicensis Gmelin, 1789) è una specie di piccola anatra tuffatrice originaria delle Americhe.

## Descrizione

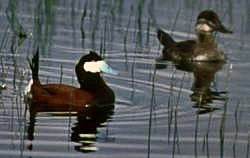
A sinistra, un esemplare maschio di Oxyura jamaicensis, a destra, una femmina

I maschi adulti di Oxyura jamaicensis hanno il corpo rosso ruggine, becco azzurro e muso bianco, con la parte superiore nera; le femmine adulte presentano invece un corpo grigio-marrone, muso grigiastro e becco scuro, con capo e guance striati. Le zampe di quest'anatra si trovano in una posizione molto arretrata rispetto al corpo dell'animale, per questo motivo cammina in modo goffo e nemmeno nel volo eccelle, in caso di pericolo preferisce dileguarsi a nuoto, immergersi o nascondersi nella vegetazione, in compenso sa nuotare agevolmente sott'acqua, si tuffa con estrema facilità e durante le immersioni utilizza come pinne per avanzare le zampe palmate mentre le ali rimangono chiuse. Per spiccare il volo batte velocemente le ali correndo sulla superficie dell'acqua.

## Sottospecie
Sono presenti 3 sottospecie del gobbo della Giamaica:
- Oxyura jamaicensis jamaicensis
- Oxyura jamaicensis andina
- Oxyura jamaicensis rubida

## Alimentazione
Principalmente, la dieta dell'Oxyura jamaicensis prevede semi e radici di piante acquatiche, insetti palustri e crostacei.

## Riproduzione

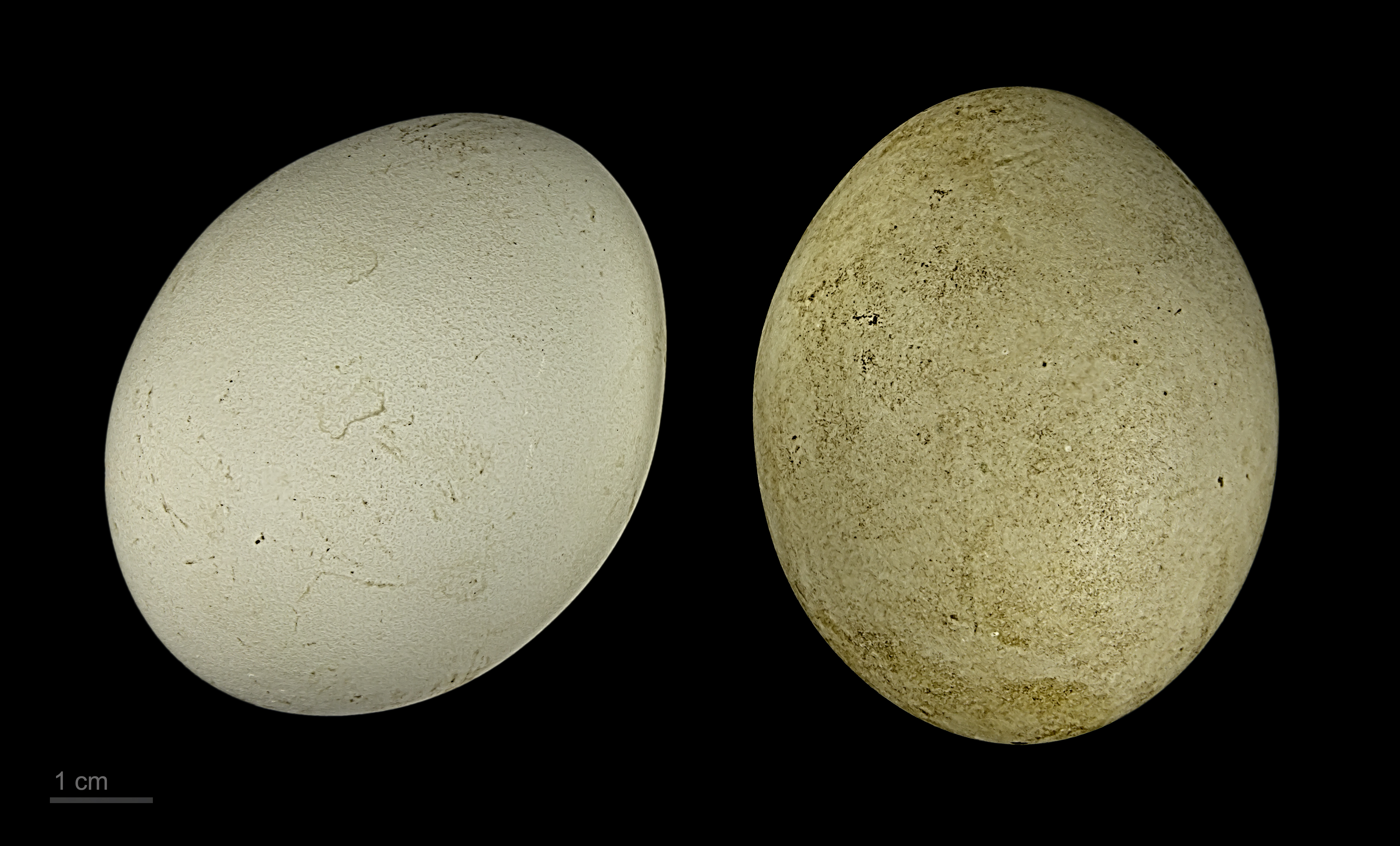
Oxyura jamaicensis

Gli esemplari di questa specie raggiungono la maturità sessuale al primo anno di vita, la stagione riproduttiva è compresa tra maggio ed agosto, una volta formatesi le coppie, la femmina costruisce un nido fra i canneti in prossimità dell'acqua e vi depone generalmente dalle 6 alle 10 uova che cova per un periodo di 23-26 giorni, gli anatroccoli nati impiegano poco più di 50 giorni per completare lo sviluppo completo del proprio piumaggio. La femmina è molto attenta e premurosa nei confronti dei propri piccoli, proteggendoli dai pericoli, ben diverso è il comportamento del maschio che spesso abbandona la compagna durante la cova, mentre se rimane fino alla schiusa non manifesta comportamenti protettivi nei confronti della sua prole.

## Habitat
L'habitat caratteristico dell'Oxyura jamaicensis sono i laghi paludosi e gli stagni del Nord America, Sud America e delle Ande. Nidifica nella fitta vegetazione delle paludi, in prossimità dell'acqua, due volte all'anno.
A causa di alcune fughe di esemplari da collezioni di uccelli selvatici, l'Oxyura jamaicensis si è ora stabilita anche in Gran Bretagna, da cui si è poi diffusa considerevolmente in Europa, soprattutto in Spagna, la sua ibridazione con il già raro gobbo rugginoso (Oxyura leucocephala) ha determinato una forte diminuzione del numero di esemplari di quest'ultimo, portandolo in certe zone quasi sull'orlo dell'estinzione. Per scongiurare questa eventualità sono state intraprese varie iniziative, nel Regno Unito il gobbo della Giamaica è considerato una specie alloctona invasiva ed il governo ha ordinato l'abbattimento di tutti gli esemplari rinselvatichiti.